# Ironman St. George
Der Ironman St. George war eine von 2010 bis 2022 ausgetragene Triathlon-Sportveranstaltung über die Ironman-Distanz (3,86 km Schwimmen, 180,2 km Radfahren, 42,195 km Laufen) bei St. George im US-amerikanischen Bundesstaat Utah, in dessen Rahmen 2022 die Ironman Weltmeisterschaften stattfanden. 

## Organisation
Der Ironman St. George ist seit 2010 Teil der Ironman-Weltserie der World Triathlon Corporation. Die Teilnehmer haben hier die Möglichkeit, sich für einen Startplatz bei der Weltmeisterschaft auf der Langdistanz beim Ironman Hawaii zu qualifizieren. Es stehen 80 Qualifikationsplätze zur Verfügung (10 für Profis, 70 für Amateure).
Dieser Wettbewerb wurde erstmals am 1. Mai 2010 ausgetragen und Michael Weiss konnte als erster Österreicher einen Ironman-Sieg erzielen. 
Die dritte Ausgabe fand am 5. Mai 2012 statt. Für 2013 wurde eine Reduzierung der Streckenlänge auf die halbe Ironman-Distanz (Ironman 70.3) angekündigt und am 4. Mai hier der Ironman 70.3 St. George ausgetragen. 
Im September 2021 wurden in St. George die Ironman 70.3 Weltmeisterschaften ausgetragen.

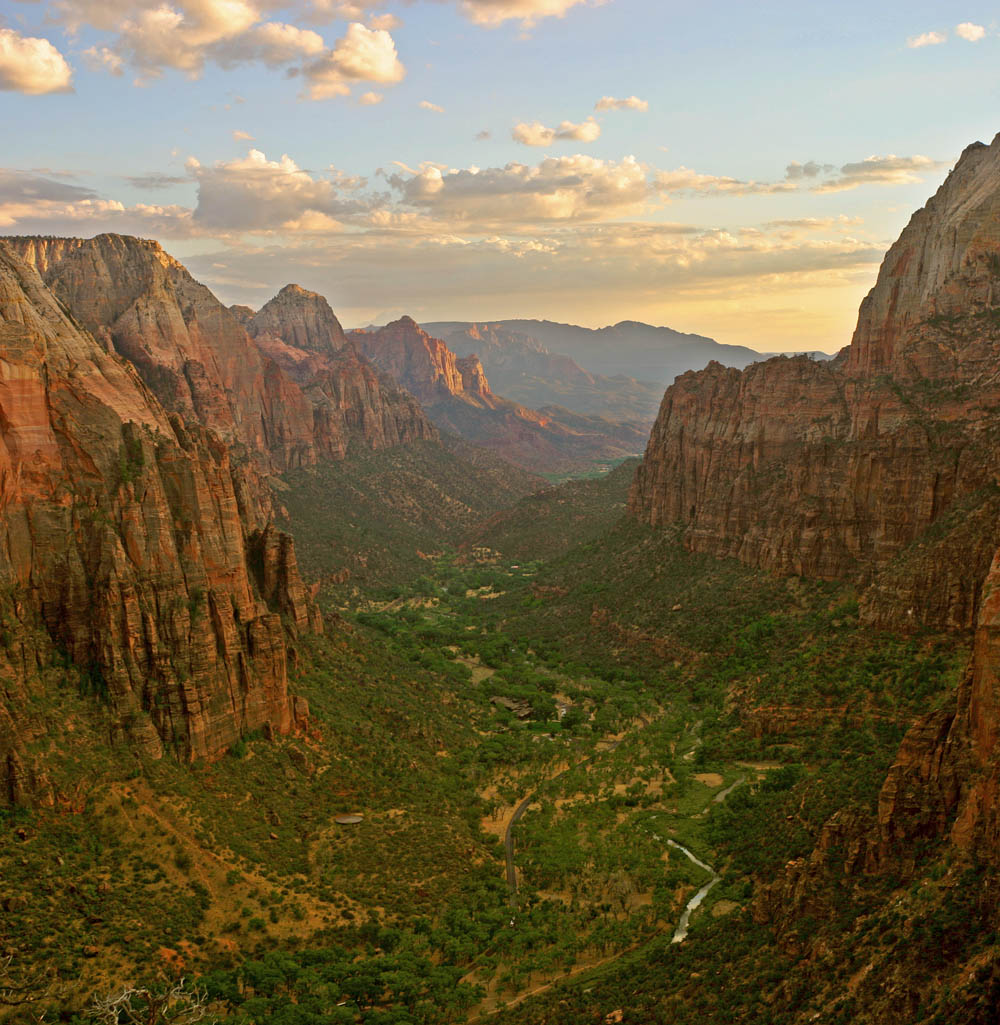
Rote Felsformationen im Zion-Nationalpark

2020 und erneut 2023 sollen hier die North American Championships ausgetragen werden.
Die ursprünglich für Mai 2020 geplante vierte Austragung musste allerdings im Rahmen der Ausbreitung des Coronavirus zunächst auf September verschoben und schließlich komplett abgesagt werden. Eine Neuaustragung des Rennens auf der Langdistanz gab es 2022.

### Ironman Weltmeisterschaften 2022
Im Rahmen des Rennens 2022 wurden am 7. Mai die Ironman-Weltmeisterschaften ausgetragen, welche 2021 auf Hawaii abgesagt werden mussten. 
Die Weltmeisterschaft fand damit erstmals seit 1978 nicht auf Hawaii statt.
Aufgrund des Angriffs auf die Ukraine wurden alle russischen und belarussischen Sportler durch World Triathlon von der Teilnahme an internationalen Triathlon Wettkämpfen ausgeschlossen. Dies betraf auch die WM-Teilnahme. 
Ebenso durften Agegrouper nicht unter der Flagge Russlands oder Belarus an den Start gehen.
Mehrere aussichtsreiche Titelkandidaten mussten ihre Teilnahme verletzungsbedingt absagen: Der Titelverteidiger, der Deutsche Jan Frodeno konnte aufgrund eines Teilrisses der Achillessehne nicht an den Start gehen und Patrick Lange, der Weltmeister von 2017 und 2018, musste nach einem Radsturz auf das Rennen verzichten. 
Die Deutschen Laura Philipp, Carolin Lehrieder wie auch der Spanier Javier Gomez, zweifacher Ironman-70.3-Weltmeister, mussten ihre Teilnahme am Rennen aufgrund einer Infektion mit dem Coronavirus absagen und die Britin Luzy Charles-Barclay, dreifache Vizeweltmeisterin 2017 bis 2019, fehlte aufgrund einer Stressfraktur der Hüfte.
Auch der amtierende Ironman-70.3-Weltmeister Gustav Iden und der Doppel-Olympiasieger Alistair Brownlee mussten gesundheitsbedingt kurzfristig absagen.
Im Rahmen des WM-Rennens wurden 750.000 US-Dollar an Preisgeldern vergeben. Der Sieger bei den Frauen und Männern erhielt jeweils 125.000 US-Dollar und es wurden Preisgelder bis zum 15. Rang ausgezahlt. Bei den Profis qualifizierten sich bei den Männern und Frauen jeweils der Weltmeister und acht weitere Athleten für die Ironman Weltmeisterschaften im Oktober auf Hawaii.
Weltmeister wurden Daniela Ryf, die ihren in Summe fünften Titel gewinnen konnte und Kristian Blummenfelt, dem es damit als ersten Athleten gelang Olympiasieger, Kurzdistanz-Weltmeister und Ironman Weltmeister innerhalb eines Jahres zu werden. Das letzte Ironman-Rennen war hier 2022 und das Rennen wird nun über die halbe Ironman-Distanz als 70.3-Format weitergeführt.

## Streckenverlauf
Das Rennen startete mit dem Schwimmen im Sand Hollow Reservoir. Hierbei ist eine Runde mit jeweils einer 90°-Kurve auf dem Hin- und Rückweg zu absolvieren. Die anschließende Radstrecke führt auf einem 2-Runden-Kurs mit 2248 Höhenmetern durch den Zion-Nationalpark im Washington County.
Das Ziel nach einem zur Marathondistanz zweimal zu durchlaufenden Kurses lag in St. George und es sind hierbei 431 Höhenmeter zu überwinden.

## Streckenrekorde
Die Streckenrekorde erzielten 2022 der Norweger Kristian Blummenfelt mit 7:49:16 Stunden und die Schweizerin Daniela Ryf mit 8:34:59 Stunden.

## Siegerliste
| N ° | Datum/Jahr  | Männer                    | Männer         | Männer         | Frauen              | Frauen           | Frauen         |
| N ° | Datum/Jahr  | Erster Platz              | Zweiter Platz  | Dritter Platz  | Erster Platz        | Zweiter Platz    | Dritter Platz  |
| --- | ----------- | ------------------------- | -------------- | -------------- | ------------------- | ---------------- | -------------- |
| 4   | 7. Mai 2022 | Kristian Blummenfelt (SR) | Lionel Sanders | Braden Currie  | Daniela Ryf (SR)    | Katrina Matthews | Anne Haug      |
| 3   | 5. Mai 2012 | Ben Hoffman               | Maik Twelsiek  | Axel Zeebroek  | Meredith Kessler    | Jessie Donavan   | Danielle Kehoe |
| 2   | 7. Mai 2011 | Mathias Hecht             | Maik Twelsiek  | TJ Tollakson   | Heather Wurtele -2- | Jackie Arendt    | Uli Brömme     |
| 1   | 1. Mai 2010 | Michael Weiss             | Ben Hoffman    | Chris McDonald | Heather Wurtele     | Meredith Kessler | Caitlin Snow   |

| Ironman World Championships |

(SR: Streckenrekord)